# Ronnie Wood
Ronald David Wood, detto Ronnie (Londra, 1º giugno 1947) è un chitarrista, bassista e pittore britannico, dal 1975 membro ufficiale del gruppo rock dei Rolling Stones.

## Biografia

### Infanzia e adolescenza (1947-1964)
Ronnie Wood nasce ad Hillingdon, nella periferia di Londra, è il più giovane di tre fratelli, inizia a dipingere all'età di tre anni e successivamente si diploma alla Ealing School of Art.

### Approccio alla scena musicale e primi gruppi (1965-1974)
Prima di entrare a far parte degli Stones (nel 1975) Wood ha suonato inizialmente negli Artwoods, poi nei Birds, nei Creation, nei Santa Barbara Machine Head, come bassista nel The Jeff Beck Group assieme a Rod Stewart, con il quale nel '70 si è unito ai Faces (ex Small Faces) come chitarrista.
Da sempre grande fan e amico dei Rolling Stones, nel 1974 collabora all'incisione del brano It's Only Rock 'n Roll (But I Like It) e viene ricompensato con l'aiuto nella lavorazione del suo primo album solista, I've Got My Own Album to Do.

### I Rolling Stones (1975-oggi)

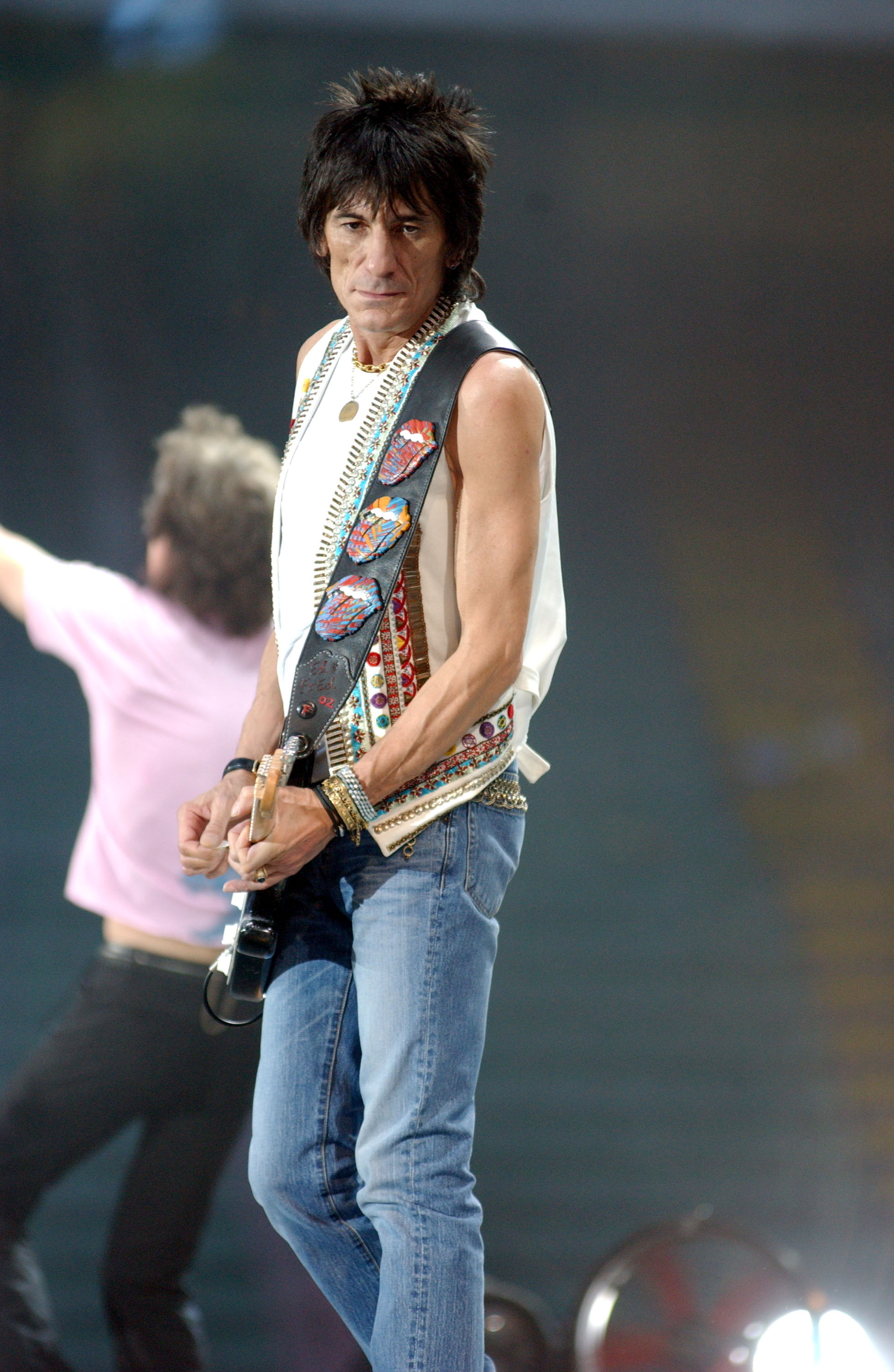
Ronnie Wood a Milano, Stadio Meazza, 10 giugno 2003

Ancora nei Faces, accetta l'ingaggio degli Stones come sostituto di Mick Taylor nel loro tour nordamericano del 1975. La scelta si rivela un successo: il rapporto chitarristico con Keith Richards è perfetto e in armonia con l'essenza scapestrata del gruppo, con il quale ha già iniziato la lavorazione del nuovo album Black and Blue. L'inserimento non viene, però, immediatamente confermato e gli Stones organizzano provini con i talentuosi chitarristi Eric Clapton, Jeff Beck, Harvey Mandel e Wayne Perkins. La decisione diviene definitiva nel 1976: poco prima dell'uscita del nuovo album (giusto in tempo per le foto di copertina) la band londinese comunica che Ronnie Wood sarà un Rolling Stone.
Partecipa come ospite ad alcune apparizioni live di Bob Marley nel 1979.
Oltre alla carriera con gli Stones, Wood ha pubblicato numerosi album solisti e ha collaborato con grandi della musica. Ha partecipato all'album Slash del chitarrista Slash (Guns N'Roses).
Il 2 novembre 2009 Wood è stato premiato con l'Outstanding Contribution alla cerimonia dei Classic Rock Roll of Honour di Londra.

## Altre attività

### Pittura
Da citare, infine, la seconda passione di Wood oltre la musica, ossia la pittura, arte che sviluppa sia con disegni su carta che con veri e propri quadri, spesso raffiguranti proprio i membri dei Rolling Stones. Molte le mostre e le "personali" che vengono allestite in varie parti del mondo; alcune tele sono esposte alla Royal Academy of Arts di Londra.

## Strumentazione
Ronnie Wood è endorser ESP Guitars e possiede dei modelli custom ispirati alla Fender Telecaster, oltre ad essere storico utilizzatore della Gibson Les Paul e della Fender Stratocaster. Più raramente ha suonato anche basso e tastiere.

## Discografia

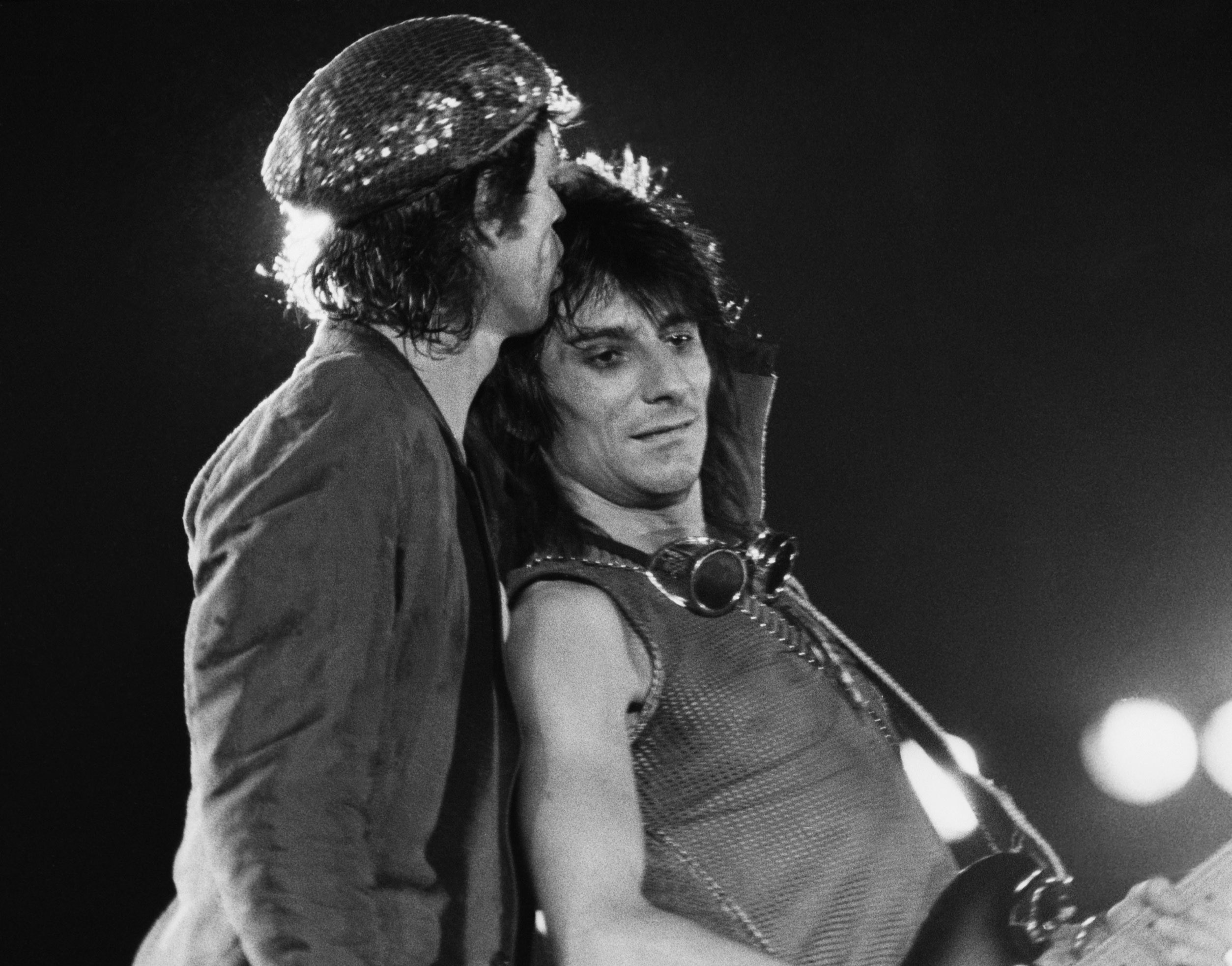
Ron Wood con Mick Jagger nel 1982 a Torino

### Discografia dei Faces
Album in studio
- 1970 – First Step
- 1971 – Long Player
- 1971 – A Nod Is as Good as a Wink... to a Blind Horse
- 1973 – Ooh La La

Live
- 1974 – Coast to Coast: Overture and Beginners

### Da solista
Album in studio
- 1974 – I've Got My Own Album to Do
- 1975 – Now Look
- 1976 – Mahoney's Last Stand con Ronnie Lane
- 1979 – Gimme Some Neck
- 1981 – 1234
- 1992 – Slide on This
- 2001 – Not for Beginners
- 2010 – I Feel Like Playing

Live
- 1988 – Live at the Ritz con Bo Diddley
- 1993 – Slide on Live: Plugged in and Standing
- 2000 – Live and Eclectic (ripubblicato nel 2002 come Live at Electric Ladyland)
- 2006 – Buried Alive: Live in Maryland con The New Barbarians
- 2007 – The First Barbarians: Live from Kilburn

Raccolte
- 2006 – Ronnie Wood Anthology: The Essential Crossexion

### Discografia con i Rolling Stones
Album in studio
- 1976 – Black and Blue
- 1978 – Some Girls
- 1980 – Emotional Rescue
- 1981 – Tattoo You
- 1983 – Undercover
- 1986 – Dirty Work
- 1989 – Steel Wheels
- 1994 – Voodoo Lounge
- 1997 – Bridges to Babylon
- 2005 – A Bigger Bang
- 2016 – Blue & Lonesome
- 2023 - Hackney Diamonds

Live
- 1977 – Love You Live
- 1982 – Still Life
- 1991 – Flashpoint
- 1995 – Stripped
- 1998 – No Security
- 2004 – Live Licks
- 2008 – Shine a Light

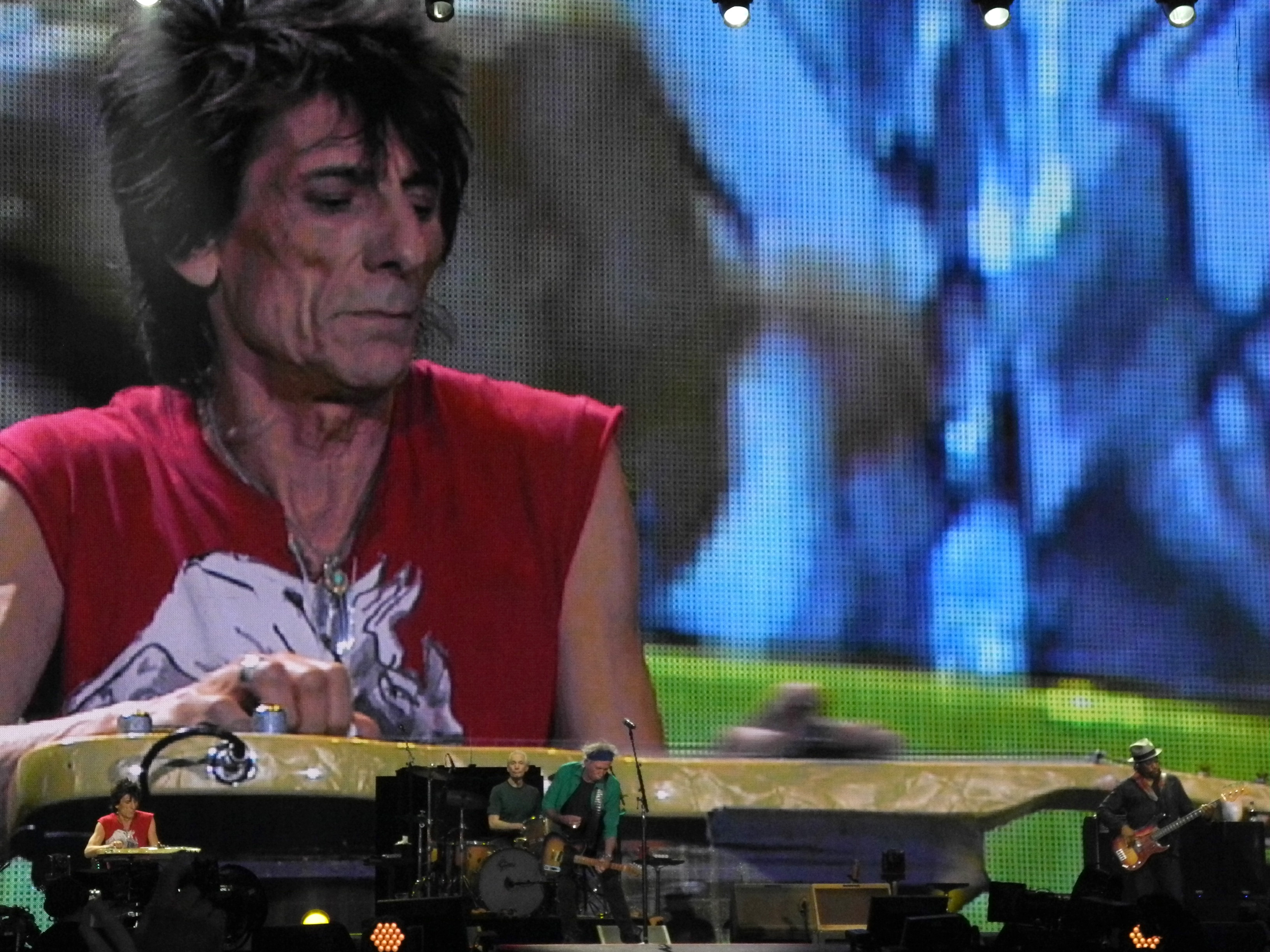
Ron Wood ad Hyde Park, 2013

- 2011 – The Rolling Stones: Some Girls Live in Texas '78
- 2012 – Hampton Coliseum (live 1981, download digitale)
- 2012 – Muddy Waters & The Rolling Stones Live At The Checkerboard Lounge, Chicago 1981
- 2012 – Live at the Tokio Dome (live 1990, download digitale)
- 2012 – Light the Fuse (live 2005, download digitale)
- 2012 – Live at Leeds (live 1982, download digitale)

Raccolte
- 1979 – Time Waits for No One
- 1980 – Solid Rock
- 1981 – Sucking in the Seventies
- 1984 – Rewind (1971-1984)
- 1993 – Jump Back: The Best of The Rolling Stones
- 2002 – Forty Licks
- 2005 – Rarities 1971-2003
- 2012 – GRRR!